# Farský potok (přítok Nivního potoka)
Farský potok (německy Mierbach resp. Fahrbach) je vodní tok v zemském okrese Schwandorf a zemském okrese Neustadt an der Waldnaab vládního obvodu Horní Falc v Bavorsku a v okrese Domažlice a okrese Tachov v Plzeňském kraji, levostranný přítok Nivního potoka.
Délka toku měří 13 km, z toho na německém území 9 km, na českém území 4 km. Plocha povodí činí 23,9 km², z toho na německém území 18,4 km², na českém 5,5 km².

## Název
Od pramene až k vesnici Lindau, místní části města Schönsee, se potok nazývá Mierbach. Za vesnicí je označován jako Mierbach i Fahrbach. Čím severněji teče, tím více převládá název Fahrbach, po překročení hranice již jen pod českým jménem Farský potok.
Německé obyvatelstvo, které žilo v této oblasti do roku 1946, nazývalo potok Ketschbach.

## Průběh toku
Potok pramení na německé straně Českého lesa (německy Oberpfälzer Wald) v nadmořské výšce 750 metrů. Jeho rozsáhlá pramenná oblast se nachází na vlhkých loukách severně od Schönsee. Německým územím protéká potok od jihu k severu.
Po překročení hranice teče již na české straně v CHKO Český les v okrese Domažlice. Před vesnicí Železná, částí města Bělá nad Radbuzou kde se rozdvojuje. Jedna větev napájí Železenský rybník, druhá rybník obtéká. Po spojení obou větví podtéká potok silnici II/197 vedoucí na hraniční přechod Železná–Eslarn. Opuštěnou krajinou teče severním směrem a po necelých třech kilometrech se v nadmořské výšce 495 m, již v okrese Tachov, zleva vlévá do Nivního potoka.

## Mlýny
Na Farském potoce stály na českém území dva vodní mlýny. Výše položeným byl Dorfmühl, který byl mezi lety 1961 – 1962 zbourán. Níže položeným byl Buchenmühle, který nejprve sloužil jako stoupa na drcení kobaltových rud pro výrobu kobaltových barev – šmolky. Zpracování rud však bylo nerentabilní a stoupa byla přestavěna na mlýn, zbořený po druhé světové válce.